# Виїмково-навантажувальні роботи
Виїмково-навантажувальні роботи (рос. выемочно-погрузочные работы, англ. extraction (mining) and loading, нім. Gewinnungs- und Ladearbeiten f pl) — комплексний процес відокремлення гірничої маси від масиву або навалу та переміщення її в транспортні засоби одним із видів основного гірничого устаткування. 
Виїмково-навантажувальні роботи — один з основних технологічних процесів у кар'єрах. Їх питома вага у загальних витратах на відкриту розробку родовищ досягає 25 %. У залежності від положення вибою відносно рівня розташування виїмково-навантажувальної машини виділяють виїмково-навантажувальні роботи з верхнім, нижнім і змішаним черпанням. Виїмково-навантажувальні роботи виконуються виїмково-навантажувальними машинами циклічної (одноковшові екскаватори і навантажувачі) і безперервної (роторні і ланцюгові екскаватори) дії. З усіх типів одноковшових екскаваторів найчастіше на кар'єрах застосовуються прямі механічні лопати і драґлайни. Ефективність виїмково-навантажувальних робіт при навантажуванні гірничої маси на залізничний і автомобільний транспорт значною мірою залежить від організації обмінних операцій на уступах, поєднання параметрів виїмково-навантажувального і транспортного обладнання, взаємоузгодження виїмково-навантажувальних робіт з іншими суміжними процесами. Повне узгодження процесів виймання і навантажування з іншими суміжними роботами проводиться при розробці паспортів вибоїв і типових технологічних схем ведення гірничих робіт.

Син. — виймально-навантажувальні роботи.